# روی امبلر
روی امبلر (انگلیسی: Roy Ambler; ۲ دسامبر ۱۹۳۷ – ۵ مهٔ ۲۰۰۷) بازیکن فوتبال اهل بریتانیا بود.
از باشگاه‌هایی که در آن بازی کرده‌است می‌توان به باشگاه فوتبال یورک سیتی، باشگاه فوتبال لیدز یونایتد، باشگاه فوتبال ساوتپورت، باشگاه فوتبال ورکسام، و باشگاه فوتبال شروزبری تاون اشاره کرد.